# Legenden om Sally Jones
Legenden om Sally Jones är en barnbok från 2008, skriven och illustrerad av Jakob Wegelius och utgiven på Bonnier Carlsen bokförlag.

## Handling
Redan när den lilla gorillaungen Sally Jones föds djupt inne i den afrikanska regnskogen, spås det att hon kommer att drabbas av olyckor under hela sitt liv. Bara några veckor gammal kidnappas hon av tjuvjägare, vilket är början på ett långt äventyr. Sally Jones smugglas till Europa på ett ångfartyg men säljs snart till en Frau Schultz, som tränar upp henne till mästertjuv. Sally Jones lär sig under äventyrets gång att köra lastbil, stjäla diamanter och skriva maskin. Hon får arbeta som monster på cirkus, som kolskyfflare på ett fartyg och med att locka kunder till en bar. Äventyret sträcker sig bland annat igenom Turkiet, Grekland, Makedonien, Borneo och New York.

## Om boken
Legenden om Sally Jones är Wegelius fjärde bilderbok. Han säger sig skriva för alla åldrar med motiveringen att "Mitt mål är att det ska finnas lager i berättelsen som gör att alla vill läsa. För mig handlar det om kvalitet". Boken tilldelades Augustpriset 2009 för bästa barn- och ungdomsbok. Motiveringen till priset var: 
Ett osannolikt äventyr öppnar sig i detta helgjutna allkonstverk, tecknat, författat och formgivet av en och samma upphovsman. I ord och kartor följer läsaren gorillan Sally på hennes färder från djungeln över världens oceaner där hon möter förtryckare, bovar och svekfulla människor men också vänskap och stark kärlek. Grymt och vackert med en säregen ton.
Cirkusartisten Halidon från Wegelius tidigare bok Esperanza (1999) dyker även upp som hastigast i Legenden om Sally Jones, då Sally Jones följer med ett resande teatersällskap.

## Utgåvor
- Wegelius, Jakob (2008). Legenden om Sally Jones (1. uppl.). Stockholm: Bonnier Carlsen. Libris fr2bsvggczq0rr2m. ISBN 9789163859298